# Rodolfo Baglioni
‎
Rodolfo Baglioni, italijanski kondotjer, * 1512, † 1554.